# Kozarac
Kozarac (Servisch: Козарац) is een stadje in het noordwesten van Bosnië en Herzegovina. Het wordt voor het eerst genoemd onder de naam Kozara in 1334. In het voormalige Joegoslavië was Kozarac tot 1963 een zelfstandige gemeente. Sindsdien maakt het deel uit van gemeente Prijedor. Naast de stad Kozarac bevindt zich de berg Kozara. Deze berg is 998 meter hoog en heeft een skioord op de top Mrakovica.

## Recente geschiedenis
In mei 1992, aan het begin van de oorlog in Bosnië, werd Kozarac omsingeld en op 24 mei 1992 aangevallen door het leger van Bosnische Serviërs die al bezig waren hun Servische Republiek te stichten. Op bevel van de oorlogsburgemeester van Prijedor, Milomir Stakic werden alle overlevende inwoners van Kozarac (waarvan 99% van de islamitische achtergrond waren) gedeporteerd naar drie detentiekampen: Kamp Omarska, Kamp Trnopolje en Kamp Keraterm in de buurt. Velen, zoals een groep politieagenten uit Kozarac werden daarbij in koelen bloede doodgeschoten.
Veel inwoners van Kozarac hebben de martelingen en uitputting in de kampen niet overleefd. Met name Omarska was een van de meest beruchte kampen in de Bosnische Oorlog. Stakic is wegens oorlogsmisdaden in 2003 veroordeeld door het Joegoslavië-tribunaal tot veertig jaar gevangenisstraf. Een inwoner van Kozarac, de Bosnische Serviër Dusko Tadic, is de eerste misdadiger die door het Tribunaal is veroordeeld, mede wegens de moorden in Omarska.
Kozarac telt 1.800 vermisten uit 1992 (met name burgers). Gemeente Prijedor (waar Kozarac deel van uitmaakt) en wiens crisisstaf rechtstreeks verantwoordelijk was voor oorlogsmisdaden op burgerbevolking en het oprichten van verschillende detentiekampen, mist 3.254 van haar inwoners, waarvan 123 kinderen. Ruim 2.000 van hen zijn inmiddels gevonden in meer dan vijftig verschillende massagraven.
De oorlog in Bosnië kwam in december 1995 ten einde. Kozarac wordt sinds 1999 weer bewoond. Het stadje bloeit weer op en de vroegere inwoners die allen waren gedeporteerd, keren terug. Wederopbouw is in volle gang. Met twee zwembaden, vele cafés en restaurantjes is Kozarac inmiddels een van de meest bezochte plaatsen in de zomermaanden. Gedurende de winter is het evenwel heel stil sinds 1992.

## Sport

### FK Bratstvo
Kozarac kent ook zijn eigen voetbalclub genaamd: FK Bratstvo (Broederschap). De jongens van Bratstvo spelen in de Bosnische 3de divisie. De club wordt grotendeels gefinancierd door giften en wordt geleid door vrijwilligers. FK Bratstvo kampt met een geldtekort en onvoldoende faciliteiten.

### Sportfaciliteiten
Naast de plaatselijke school ligt een verhard sportveld. Deze kan gebruikt worden als basketbal-, handbal- of voetbalveld. Het veld heeft, net als heel Kozarac, veel schade opgelopen tijdens de oorlog. In 2005 is het veld de door onder andere in Nederland gevestigde stichting 'Optimisti 2004' (en door financiële bijdrages van o.a. de Hogeschool Utrecht) gerenoveerd. Ieder jaar worden hier in de zomer zowel een basketbal- als een voetbaltoernooi gehouden. Deze toernooien dragen de namen van de overleden "Amir Kljucanin" en "Asim Mahmuljin", die altijd hebben gestreden voor de promotie van sport in oorlogsgebieden en probleemwijken.

## Geboren
- Eldin Jakupović (2 oktober 1984), Zwitserse voetballer
- Vehid Gunić (9 februari 1941) Bosnische journalist, publicist en schrijver
- Duško Tadić (1 oktober 1955) Bosnische-Serviër, de eerste veroordeelde oorlogsmisdadiger op het Joegoslavië-tribunaal wegens begane misdaden op de Bosnische bevolking, in onder andere het Kamp Omarska, Kamp Trnopolje en het stadje Kozarac. Hij kreeg een gevangenisstraf van twintig jaar opgelegd.
- Edin Mujagić (1977) Bosnisch-Nederlandse econoom en schrijver